# Плоская (Краснодарский край)
Плоская — станица в Новопокровском районе Краснодарского края.
Входит в состав Новоивановского сельского поселения.

## География
Станица расположена в степной зоне в верховьях реки Плоская, в 12 км северо-восточнее центра сельского поселения — станицы Новоивановской.

### Улицы
- ул. Бударова,
- ул. Красная,
- ул. Северная,
- ул. Степная.

## История
В 1890 году черноморские казаки основали хутор Старокорсунский, затем переименован в Новостарокарасунский, в 1915 году преобразован в станицу Плоскую.

## Население
| 2002 | 2010 |
| ---- | ---- |
| 1107 | ↘866 |